# Сан-Вито-ди-Фаганья
Сан-Вито-ди-Фаганья (итал. San Vito di Fagagna) —  коммуна в Италии, располагается в регионе Фриули-Венеция-Джулия, в провинции Удине.
Население составляет 1621 человек (2008 г.), плотность населения составляет 202 чел./км². Занимает площадь 9 км². Почтовый индекс — 33030. Телефонный код — 0432.
Покровителями коммуны почитаются святой Вит, празднование 15 июня, а также святые Модест и Крискентия.

## Демография
Динамика населения:

## Администрация коммуны
- Официальный сайт: http://www.comune.sanvitodifagagna.ud.it/